# Selección femenina de fútbol de Namibia
La selección nacional de fútbol femenina de Namibia es el equipo nacional que representa a Namibia en las competiciones internacionales de fútbol femenino . Está gestionado por la Asociación de Fútbol de Namibia.
Namibia juega su primer partido oficial e l25 de octubre de 2003 en Pretoria contra Sudáfrica (derrota por 13-0) como parte de las clasificaciones para los Juegos Olímpicos de Verano de 2004. Las namibias están jugando en el Campeonato Africano de Fútbol Femenino de 2014 que se está celebrando en su país; Las namibias quedan eliminados en la fase de grupos.
Fueron finalistas en el Campeonato Femenino COSAFA 2006.
El equipo es conocido como los “Valientes Gladiadores” . Fue entrenada desde agosto de 2017 hasta julio de 2019 por Brian Isaacs, quien reemplazó a Jacqueline Shipanga . Anteriormente fue seleccionadora nacional durante diez años.  Desde julio de 2019, Uerikondjera Kasaona fue seleccionador nacional interino durante un año .  Fue reemplazada por Woody Jacobs , quien fue reemplazado Paulus Shipangapor el exjugador internacional.
En julio de 2024, el equipo jugó por primera vez contra una selección nacional no africana. El equipo nacional femenino de fútbol de Liechtenstein consiguió un empate sin goles y una victoria por 2-0.
La clasificación más alta en el ranking mundial de la FIFA fue el puesto 89 en diciembre de 2009.

## Clasificación de la FIFA
| Año                   | 2003 | 2004 | 2005 | 2006 | 2007 | 2008 | 2009 | 2010 | 2011 | 2012 | 2013 | 2014 | 2015 | 2016 | 2017 | 2018 | 2019 | 2020 |
| --------------------- | ---- | ---- | ---- | ---- | ---- | ---- | ---- | ---- | ---- | ---- | ---- | ---- | ---- | ---- | ---- | ---- | ---- | ---- |
| Clasificación mundial | 113  | 118  | 118  | 122  | 114  | 109  | 89   | 118  | 121  | 113  | 99   | 112  | 120  | 112  | 98   | 126  | 139  | 129  |